# 三田村元
三田村 元（みたむら はじめ 、1935年10月10日 - ）は、日本の俳優。本名、村瀬 桂造。旧芸名は村上 文二。
愛知県江南市布袋伝馬町出身。大映、東京俳優生活協同組合、赤坂プロ、日活、アローエンタプライズ、ユーアイプロに所属していた。

## 略歴
実家は村瀬酒造。父親が陸軍軍人であり、各地を転々としていた事情から、幼少時は兄や姉と共に祖父の家で暮らしていたが、問題児であったことを見かねた父親に母親とともに呼び寄せられ、静岡県三島市、千葉県銚子市、千葉県四街道市などで2年間父と過ごした後、愛知に戻り、江南市立布袋小学校入学。負けず嫌いな性格であったことが功を奏し、2年生から卒業までは学年でトップの成績だったとされる。滝中学校進学後は女性関係のトラブルから陸上競技に打ち込み、県大会で新記録を樹立した。愛知県立尾北高等学校進学後は陸上競技を続けるが、大学受験に失敗したことから上京して予備校に入った後、日本大学法学部に入学。大学在学中、家庭教師のアルバイトをしていたことがきっかけで、第6回ミスター平凡グランプリに応募し、グランプリに選ばれる。これがきっかけで俳優の道に進み、大学卒業後に大映に入社。1968年に赤坂プロ所属。

## 出演作品

### 映画
- 最高殊勲夫人（1959年） - 経理部員
- 海軍兵学校物語 あゝ江田島（1959年） - 佐田分隊伍長
- 貴族の階段（1959年） - 衛兵司令
- 闇を横切れ（1959年） - 学生
- セクシー・サイン 好き好き好き（1960年） - 三田
- 女経（1960年） - 先生
- あゝ特別攻撃隊（1960年） - 小笠原少尉
- 嫌い嫌い嫌い（1960年） - 福光久寿男
- 暁の翼（1960年） - 森山二佐
- 勝利と敗北（1960年） - 吉川淳一
- 男は騙される（1960年） - 石井天頂
- 熱い砂（1960年） - 福本
- 偽大学生（1960年） - 柳沢
- 弾痕街の友情（1960年） - 森礼次郎
- 風と雲と砦（1961年） - 俵三蔵
- 木曽ぶし三度笠（1961年） - 宵宮の佐吉
- 寄切り若様（1961年） - 松平陽之介 ※主演
- おてもやん（1961年） - 広瀬新太郎
- 大菩薩峠・完結編（1961年） - 駒井能登守
- 磯ぶし源太（1961年） - 弥助
- お馬は七十七万石（1961年） - 新谷休之進
- 色の道教えます 夢三夜（1961年） - 赤尾又兵衛
- 新源氏物語（1961年） - 兵部郷ノ宮
- いれずみ乳房（1961年） - 岩井順之助
- 釈迦（1961年） - サリーブッタ
- 黒い三度笠（1961年） - 音羽の新助
- 三代の盃（1962年） - 紅勘
- 座頭市物語（1962年） - 松岸の半次
- のこされた子とのこした母と（1962年） - 久保耕一
- 雨の九段坂（1962年） - 細川清志
- 山男の歌（1962年） - 松本
- 御身（1962年） - 和気年久
- 若い樹々（1963年） - 三宅要助
- 視界ゼロの脱出（1963年） - 小林
- 女の警察 乱れ蝶（1970年） - 赤堀元
- ネオン警察 ジャックの刺青（1970年） - 高
- ネオン警察 女は夜の匂い（1970年） - 沼健
- 男の世界（1971年） - 窪田
- 関東幹部会（1971年） - 山中
- 女の意地（1971年） - 坂本
- 暴力団 乗り込み（1971年） - 堀口
- 流血の抗争（1971年[6]） - 増沢久雄
- 逆縁三つ盃（1971年） - 川内
- 八月の濡れた砂（1971年） - 西本武
- 出所祝い（1971年） - 野田政夫
- 花芯の誘い（1971年） - 矢野健一郎
- さすらいの情事（1972年） - 幸夫

### テレビドラマ
- あゝ同期の桜
- 愛
- アイウエオ
- 青空に叫ぼう
- アスファルトジャングル
- アタック拳
- アッちゃん（謙おじさん）
- 嘘と嘘
- 夫よ男よ強くなれ
- おんな川
- 怪奇大作戦 第17話「幻の死神」（1969年） - 岡山県警・谷崎刑事
- 喜劇あゝ巨人軍
- きんきらきん
- 荒野の素浪人
- この酒盃を
- 三匹の侍 第6シリーズ 第23話「謀殺」（1969年） - 神代小十郎
- 七人の刑事 第2シーズン
- 新・平家物語
- 姿三四郎
- 素敵なあいつ
- 素浪人 花山大吉
- 青春太閤記 いまにみておれ!
- 銭形平次
- 相聞歌
- その影を砕け!
- 高杉晋作
- 旅がらすくれないお仙
- 父と母の子
- 鉄道公安36号
- 東京警備指令 ザ・ガードマン
- 東京バイパス指令
- 特別機動捜査隊
- 日本任侠伝
- 人形佐七捕物帳
- 眠れる魚
- 花子ちゃん
- 花はゆるがず
- ひとりきり
- 風来物語（山口亘）
- 部長刑事
- 故郷は遠くにありて
- 雪どけ銀座

### バラエティ
- インスピレーションクイズ（司会〈初代〉）